# 雲書
云书（1873年—?），齊鄂爾图特氏，漢姓艾，字企韩，号仲森，别号瓮翁，京口（镇江）駐防蒙古正白旗人。清末民初官员。

## 生平
云书是清朝光緒三十年（1904年）甲辰恩科进士，選翰林院庶吉士，散館授編修，官至侍讲。
中华民国初年，任正白旗蒙古副都统。还曾任肃政厅肃政史。民国十四年（1925年），改任长江税务总稽查。